# Mistrzostwa Świata w Piłce Nożnej 2026 (eliminacje strefy CONCACAF)/Grupa B
Ten artykuł dotyczy trwającego lub niedawnego wydarzenia sportowego. Informacje w nim zamieszczone mogą się zmienić lub zdezaktualizować wraz z postępem zdarzenia. Początkowe doniesienia, wyniki lub statystyki mogą być niepewne. Ostatnie aktualizacje do tego artykułu mogą nie odzwierciedlać najbardziej aktualnych informacji.
W Grupie B drugiej rundy eliminacji do Mistrzostw Świata 2026 biorą udział następujące zespoły:
- Kostaryka
- Trynidad i Tobago
- Saint Kitts i Nevis
- Grenada
- Bahamy

## Tabela
| Lp. | Drużyna             | M | Z | R | P | B+ | B– | +/– | Pkt | Kwalifikacja            |     | Kostaryka | Trynidad i Tobago | Grenada | Saint Kitts i Nevis | Bahamy |
| --- | ------------------- | - | - | - | - | -- | -- | --- | --- | ----------------------- | --- | --------- | ----------------- | ------- | ------------------- | ------ |
| 1   | Kostaryka           | 4 | 4 | 0 | 0 | 17 | 1  | +16 | 12  | Awans do trzeciej rundy |     |           | 2–1               |         | 4–0                 |        |
| 2   | Trynidad i Tobago   | 4 | 2 | 1 | 1 | 16 | 7  | +9  | 7   | Awans do trzeciej rundy |     |           |                   | 2–2     | 6–2                 |        |
| 3   | Grenada             | 4 | 2 | 1 | 1 | 11 | 7  | +4  | 7   |                         |     | 0–3       |                   |         |                     | 6–0    |
| 4   | Saint Kitts i Nevis | 4 | 1 | 0 | 3 | 5  | 13 | −8  | 3   |                         |     |           | 2–3               |         | 1–0                 |        |
| 5   | Bahamy              | 4 | 0 | 0 | 4 | 1  | 22 | −21 | 0   |                         | 0–8 | 1–7       |                   |         |                     |        |

## Wyniki
| 6 czerwca 202401:30 CEST | Trynidad i Tobago      | 2:2(1:2) | Grenada                | Hasely Crawford Stadium, Port-of-Spain Sędzia: Mario Escobar |
| 6 czerwca 202401:30 CEST | Telfer 43' · Moore 74' | 2:2(1:2) | 24' (k), 28' Hippolyte | Hasely Crawford Stadium, Port-of-Spain Sędzia: Mario Escobar |

| 7 czerwca 202404:30 CEST | Kostaryka                               | 4:0(2:0) | Saint Kitts i Nevis | Stadion Narodowy, San José Widzów: 15 700 Sędzia: Julio Luna |
| 7 czerwca 202404:30 CEST | Galo 40', 50' · Alcócer 83' · Rojas 84' | 4:0(2:0) |                     | Stadion Narodowy, San José Widzów: 15 700 Sędzia: Julio Luna |

| 8 czerwca 202423:30 CEST | Bahamy     | 1:7(0:4) | Trynidad i Tobago                                                         | SKNFA Technical Center, Basseterre (Saint Kitts i Nevis) Widzów: 165 Sędzia: Marco Ortíz |
| 8 czerwca 202423:30 CEST | Julmis 87' | 1:7(0:4) | 06', 66' Shaw · 14' (k) Jones · 43', 45' Muckette · 56' Moore · 84' James | SKNFA Technical Center, Basseterre (Saint Kitts i Nevis) Widzów: 165 Sędzia: Marco Ortíz |

| 9 czerwca 202423:00 CEST | Grenada                             | 0:3(0:2) | Kostaryka | Kirani James Athletic Stadium, Saint George’s Widzów: 2 780 Sędzia: Steffon Dewar |
| 9 czerwca 202423:00 CEST | 9' Ugalde · 34' Zamora · 70' Taylor | 0:3(0:2) |           | Kirani James Athletic Stadium, Saint George’s Widzów: 2 780 Sędzia: Steffon Dewar |

| 11 czerwca 202422:00 CEST | Saint Kitts i Nevis | 1:0(1:0) | Bahamy | Warner Park Sporting Complex, Basseterre Widzów: 539 Sędzia: Walter López |
| 11 czerwca 202422:00 CEST | Bristow 12'         | 1:0(1:0) |        | Warner Park Sporting Complex, Basseterre Widzów: 539 Sędzia: Walter López |

| 5 czerwca 202501:00 CEST | Grenada                                                                        | 6:0(2:0) | Bahamy | Kirani James Athletic Stadium, Saint George’s Sędzia: Shavin Greene |
| 5 czerwca 202501:00 CEST | Francis 15' · Johnson 36' · Francois 58' · Isaac 72' · Harrack 77' · Lewis 90' | 6:0(2:0) |        | Kirani James Athletic Stadium, Saint George’s Sędzia: Shavin Greene |

| 7 czerwca 202501:30 CEST | Trynidad i Tobago                                                         | 6:2(2:2) | Saint Kitts i Nevis      | Hasely Crawford Stadium, Port-of-Spain Sędzia: Natalie Simon |
| 7 czerwca 202501:30 CEST | L. García 9' · Sealy 29', 66' · Molino 48' (k.) · Fortune 85' · James 89' | 6:2(2:2) | 27' Amory · 45' Williams | Hasely Crawford Stadium, Port-of-Spain Sędzia: Natalie Simon |

| 8 czerwca 202501:00 CEST | Bahamy                                                                                           | 0:8(0:3) | Kostaryka | Wildey Turf, Wildey (Barbados) Sędzia: Reon Radix |
| 8 czerwca 202501:00 CEST | 20' Martínez · 37' J. Mora · 45+2' Bran · 48' Galo · 51' Ugalde · 64', 79' Madrigal · 90' Zamora | 0:8(0:3) |           | Wildey Turf, Wildey (Barbados) Sędzia: Reon Radix |

| 10 czerwca 202521:00 CEST | Saint Kitts i Nevis         | 2:3(1:0) | Grenada                                        | Warner Park Sporting Complex, Basseterre Sędzia: Cristhofer Corado |
| 10 czerwca 202521:00 CEST | Simpson 34' · Sawyers 90+4' | 2:3(1:0) | 49' Charles-Cook · 76' Francis · 90+1' Johnson | Warner Park Sporting Complex, Basseterre Sędzia: Cristhofer Corado |

| 11 czerwca 202503:00 CEST | Kostaryka                   | 2:1(2:0) | Trynidad i Tobago | Stadion Narodowy, San José Sędzia: Daniel Quintero |
| 11 czerwca 202503:00 CEST | Mitchell 23' · Madrigal 38' | 2:1(2:0) | 58' L. García     | Stadion Narodowy, San José Sędzia: Daniel Quintero |

## Strzelcy

### 3 gole
- Orlando Galo
- Warren Madrigal

### 2 gole
- Jermaine Francis
- Myles Hippolyte
- Darius Johnson
- Manfred Ugalde
- Álvaro Zamora
- Levi García
- Nathaniel James
- Reon Moore
- Duane Muckette
- Dante Sealy
- Malcolm Shaw

### 1 gol
- Wood Julmis
- Regan Charles-Cook
- Keishean Francois
- Kayden Harrack
- Joshua Isaac
- Saydrel Lewis
- Josimar Alcócer
- Alejandro Bran
- Alonso Martínez
- Jeyland Mitchell
- Joseph Mora
- Andy Rojas
- Gerald Taylor
- G'Vaune Amory
- Ethan Bristow
- Romaine Sawyers
- Tyreece Simpson
- Tiquanny Williams
- Ajani Fortune
- Alvin Jones
- Kevin Molino
- Ryan Telfer